# Compsenia plumbea
Compsenia plumbea là một loài bướm đêm trong họ Noctuidae.